# 埃尔南多·西莱斯球场
埃尔南多·西莱斯球场（西班牙語：Estadio Hernando Siles）是一座位于玻利维亚拉巴斯的足球体育场。球场为了纪念第31任玻利维亚总统（1926年-1930年）埃尔南多·西莱斯·雷耶斯而以其名字命名。